# 萩原英雄
萩原 英雄（はぎわら ひでお、1913年〈大正2年〉2月22日 - 2007年〈平成19年〉11月4日）は、日本の画家、版画家。油彩画、現代木版画などを描く。

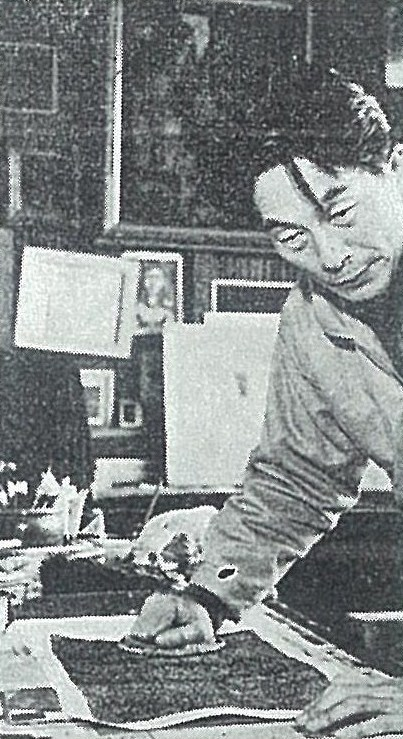
1962年

## 略歴

### 出生から戦前の活動
1913年（大正2年）2月22日、山梨県甲府市相生町（現在の甲府市宝一丁目）に生まれる。父は元治郎・母は「ふじ」、英雄は元治郎の次男。父の元治郎は警察署長を務め、蔵書家としても知られ、現在の山梨県笛吹市境川町の出身である俳人の飯田蛇笏（いいだ だこつ）とも親交があった。
1920年（大正9年）、元治郎は日本統治下の朝鮮・定州の警察署長として単身赴任し、翌1921年（大正10年）には家族を呼び寄せ英雄も朝鮮へ渡る。1929年（昭和4年）には単身で日本へ帰国し、東京の日本大学第二中学校（現・日大二高）に編入する。東京府下野方町上高田（東京都中野区）に住む。このころより油彩画をはじめ、1930年（昭和5年）には耳野卯三郎から指導を受けている。
1932年（昭和8年）3月に旧制中学を卒業し、同年4月には文化学院美術科へ入学する。このころには公募展へも作品を出展し、白日会第9回展に油彩画の作品<雑木林>が入選し、光風会第19回展では油彩画<上り道>、日本水彩画会第19会展に水彩画<アネモネ>（東京藝術大学所蔵）が入選している。
1933年（昭和8年）4月に東京美術学校（現・東京藝術大学美術学部）油絵科へ入学する。東美時代は授業で木版画や銅版画とも接している。在学中は両親の理解や姉夫婦の援助を受け、西洋美術の画集や文献を収集し、セザンヌなど近代美術を好みつつ、16世紀まで遡り西洋美術を研究したという。この年には白日会第10回展に油彩画<風景>、光風会第20回展に油彩画<南天畑>が入選しているが、これ以降は学校の校則により公募展出展が禁止されたため、公募展への出展は行っていない。
1934年（昭和9年）には東京美術学校油画科本科へ進み、南薫造の指導を受ける。本科時代には後の洋画家・長谷川利行とも知り合っている。1938年（昭和13年）3月に東京美術学校油画科本科を卒業する。卒業制作は<自画像>で、多くの初期油彩画が戦災で失われているなか現存しており、同年制作のアカデミックな雰囲気において、鋭い眼差しを向ける詰襟姿の青年として自身を描いている。
この年には父が死去し、同年4月には浮世絵の複製を手がけていた高見沢木版社に入社し、企画部を担当し主に図版の出版や職人のマネージメントに携わった。セザンヌやマティスらの画集刊行に携わり、浮世絵についても理解を深める。同年11月には結婚する。
1943年（昭和18年）6月には召集を受けて高見沢出版社を退社し、陸軍東部第17部隊に入隊する。短期間で除隊となる。1945年（昭和20年）3月の東京大空襲では自宅のアトリエが初期作品や蒐集品とともに焼失する。

### 療養生活と版画制作の開始
戦後は生活のために勤めることはせず、極貧生活のなかで制作活動に励んだ。この時期の作品は美術学校で学んだアカデミックな雰囲気を持つ写実的な作風で、1951年（昭和26年）には銀座の資生堂で油絵作品の個展を開催し、油彩画の他に銅版画も手がけていた。
1953年（昭和28年）5月には肺結核に倒れて救世軍杉並療養所に入所し、3年間の療養生活を余儀なくされる。療養中には療養所の患者同士で絵を描き、それを回覧する「ピノチオ会」の活動を行った。素描や水彩画を制作しているが、画題は風景や花など身近なものや身近な人物の肖像などが多くなり、色彩も原色傾向に移り抽象傾向に傾いていく。また知人から聖書を送られ、同年制作のパステル画<聖書に関する物語の十二の試>など、キリスト教の影響も受けた作品も多い。
療養初年度には、友人への年賀状に高見沢木版社時代に学んだ木版画の技法で<牛>を制作する。これを機に木版画制作をはじめる。萩原は1956年（昭和31年）1月に退院するまで、約70点も木版画を制作している。療養中に作成した連作<二十世紀>11点は、退院後に銀座の養清堂画廊で開かれた個展に出展された。<二十世紀>に関しては萩原自身の証言は見られないものの、西洋美術の神話・宗教的なモチーフが描かれ、怪物に食べられる人間や骸骨なども描かれており、長坂光彦は1988年に刊行された目録のなかで、「戦争」や「文化」など人間の愚行を告発した作品と評している。なお、早川ニ三郎は<二十世紀>に関して、萩原が退院して療養生活から解放された精神的自由を表現したと評しているが、太田智子は製作年が療養中の1955年（昭和30年）であることから、これを否定している。

### 退院後の制作活動
萩原は本来平面的な木版画に油絵の持つ色彩の深さを加えることを目標とし、空摺りなど伝統的な技法を守りつつも、板目木板を刀で彫るという基本的な木版画の技法を捨て、版木に建築資材の端材や朽木、ベニヤの木片などを用い、それらを鋸で切断し接着することで木目の方向を克服し、オブジェ的に版を構成し木版凹版を開発した。また高見澤出版社時代に接した浮世絵の技法を応用し、和紙を湿らせることで紙に含まれる滲み止め薬のドーサの働きを弱め、浸透性の高い染料を針金を巻いた独特なバレンで摺ることによって裏側からも摺る「両面摺り」の技法を開発した。
このため、萩原の作品は偶然性による滲みの具合に左右され、一点一点が微妙に異なるモノグラフ（一点制作）の版画となっている。萩原は「幻想」シリーズや「石の花」シリーズにより抽象版画家としての地位を築き、1960年（昭和35年）には第二回東京国際版画ビエンナーレで「石の花」シリーズが神奈川県近代美術館賞、1962年にはルガノ国際版画ビエンナーレで「白の幻想」がグランプリを受賞した。
1979年から1990年まで日本版画協会理事長を務める。1986年には野口賞を受賞する。1988年にはノーベル文学賞を受賞した川端康成の記念品を製作する。

### リトグラフの制作
1960年（昭和35年）以降にはリトグラフの制作を行っている。萩原の最初期のリトグラフは山梨県立美術館所蔵の「葉」（1960年）、「あられ」（1961年）の2点で、いずれも萩原による刷りではなく「PRINTED BY ARTHUR FLORY」の印が見られる。アーサー・フローリー（Arthur Flory、1914年 - 1972年）はアメリカ合衆国・オハイオ州出身の版画家で、1960年に来日すると東京・新宿区下落合に工房を開き、棟方志功・斎藤清・山口源・畦地梅太郎・篠田桃紅・脇田和らの日本人作家が集い、フローリーから技術指導を受けた。
山梨県立美術館の研究によれば、萩原も同様にフローリーからリトグラフの技法を学んでいたと考えられており、『芸術新潮』1961年4月号に掲載されたフローリーの随筆「石版画工房-日本の一角で」には萩原の「あられ」が紹介されている。また、萩原コレクションにはアメリカ帰国後のフローリー作品が含まれており、親交があったと考えられている。

### <三十六富士>の制作から晩年
1981年（昭和56年）から1986年（昭和61年）には故郷である山梨県から見える富士山を題材とした連作<三十六富士>の制作に取り組む。『美の遍路』に拠れば萩原は療養所を退所して5年前後に着想したと述懐しており、制作に際しては各地を取材している。萩原は高見沢木版社時代に浮世絵に親しんでおり、<三十六富士>は葛飾北斎の<富嶽三十六景>に学んでいる。
北斎が風景のみならず人々の生活や生業を題材としているのに対し、萩原は人間の営みを描かず、純粋に富士の見える風景を題材に、季節や大気の変化を表現している。また、すべての作品に雲母（きら）を使用し、富士の冠雪を「きめこみ（空摺り）」は表現しており、さらに絵具が不均一になるように版木におがくずを固定したり、ニスを塗布するなどの技法を用いている。<三十六富士>は多くが山梨県側から見た富士であるが、一部に静岡県・神奈川県側から見た風景も含まれている。<三十六富士>は富士北麓の富士五湖周辺や朝霧高原から見た富士が多く、北杜市高根町の清里高原や、遠くは東京都新宿区の新宿副都心のビルの谷間から見た富士や、中央自動車道の八王子付近から見た富士なども描いている。
萩原は<三十六富士>以降も富士図に取り組み、1991年（平成3年）から1992年（平成4年）、1998年（平成10年）には<拾遺富士（こぼれふじ）>、1990年から1998年には<大富士>を制作している。1996年（平成8年）9月には著書『美の遍路』を刊行する。
2001年（平成12年）、自らの作品と蒐集品（萩原英雄コレクション）を山梨県立美術館に寄贈している。2007年に死去、94歳。

## 木版画以外の作品と評価
油彩や木版画のほか、ガラス絵、パステルやグワッシュ、コラージュなどあらゆる平面の表現媒体に取り組んでおり、墨彩画や書、陶芸も行っている。「ギリシャ神話」「イソップ物語」など木版画のシリーズ作品もある。
近代日本の木版画においては恩地孝四郎や一木会に属する作家が抽象表現を行なっているが、萩原は恩地とは接点をもたない作家として評されている。

## 萩原英雄コレクション
萩原は生涯にわたり様々な美術作品や民俗資料を収集している。内容は主に学生時代から親しんでいたパブロ・ピカソ、シャガール、ルオー、レジェなど20世紀の西洋美術や、日本の古美術、中国の古代美術、アフリカやアジア、中南米などの造形物など。
個別資料の入手時期は不明であるが、収集した資料と萩原作品との共通性が見られ、収集資料が創作に結びついていたと考えられており、一例としてルオー作品の黒く太い輪郭線と療養時代に描いたキリストを題材とした作品群との共通性が指摘される。また、シャガール作品ではイソップ物語を題材とした『寓話』や『出エジプト記』が含まれており、萩原作品と題材が共通するほか、シャガールのエッチングとの共通性も指摘される。さらに、日本や中国の古代美術の抽象性や色彩も萩原作品のそれとの共通性が指摘される。
2001年には山梨県立美術館に寄贈された。